# 天主教蒙戈莫教區
天主教蒙戈莫教區（拉丁語：Dioecesis Mongomensis）是赤道幾內亞一個羅馬天主教教區，屬馬拉博總教區。
教區成立於2017年4月1日，範圍包括韋萊-恩薩斯省，主教座堂為聖母無原罪主教座堂。2017年有教友155,000人（佔轄區總人口97.0%）、十一個堂區、廿五名司鐸。現任教區主教為若望·道明-贝卡·埃索诺-阿杨。